# Puig Ciuró
El Puig Ciuró, Puig de la Mola o Puig de les Moles és un cim de la Serra de Tramuntana de Mallorca. Pertany al terme municipal d'Escorca i forma part del massís del Puig Caragoler de Femenia, del qual el separa el Coll Ciuró (677 m).
Està situat entre la possessió de Femenia Vell i la font d'en Quelota.

## Altura
La seva altura és de 900 metres encara que les fonts citen altures molt dispars: 731 m, 930 m, 760 m. Altres fonts diferencien entre el puntal del Coll Ciuró (808 m), el puig Ciuró (898 m) i el serrat del Puig Ciuró (824-801 m).